# الفروق المنقسمة
في الرياضيات، تُعدّ الفروق المنقسمة خوارزمية استُخدمت تاريخيًا لحساب جداول اللوغاريتمات والدوال المثلثية [بحاجة لمصدر]. صُممت آلة الفروق التي ابتكرها تشارلز بابيج، وهي واحدة من أوائل الآلات الحاسبة الميكانيكية، لتستخدم هذه الخوارزمية في عملياتها.
الفروق المنقسمة هي عملية قسمة متكررة. بالنظر إلى سلسلة من النقاط {\displaystyle (x_{0},y_{0}),\ldots ,(x_{n},y_{n})} تقوم الطريقة بحساب معاملات كثير الحدود المستخدم في الاستيفاء لهذه النقاط باستخدام صيغة نيوتن.